# Curlu
Curlu és un municipi francès situat al departament del Somme i a la regió dels Alts de França. L'any 2007 tenia 137 habitants.

## Demografia

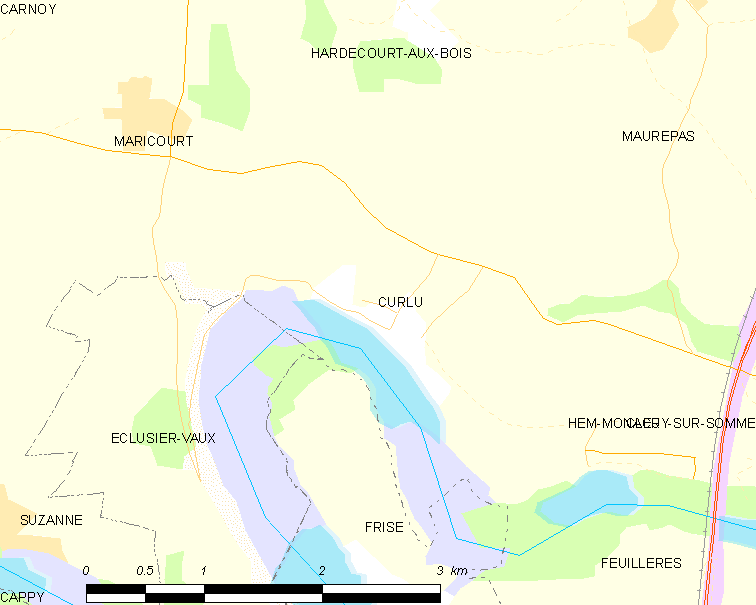
Mapa del municipi

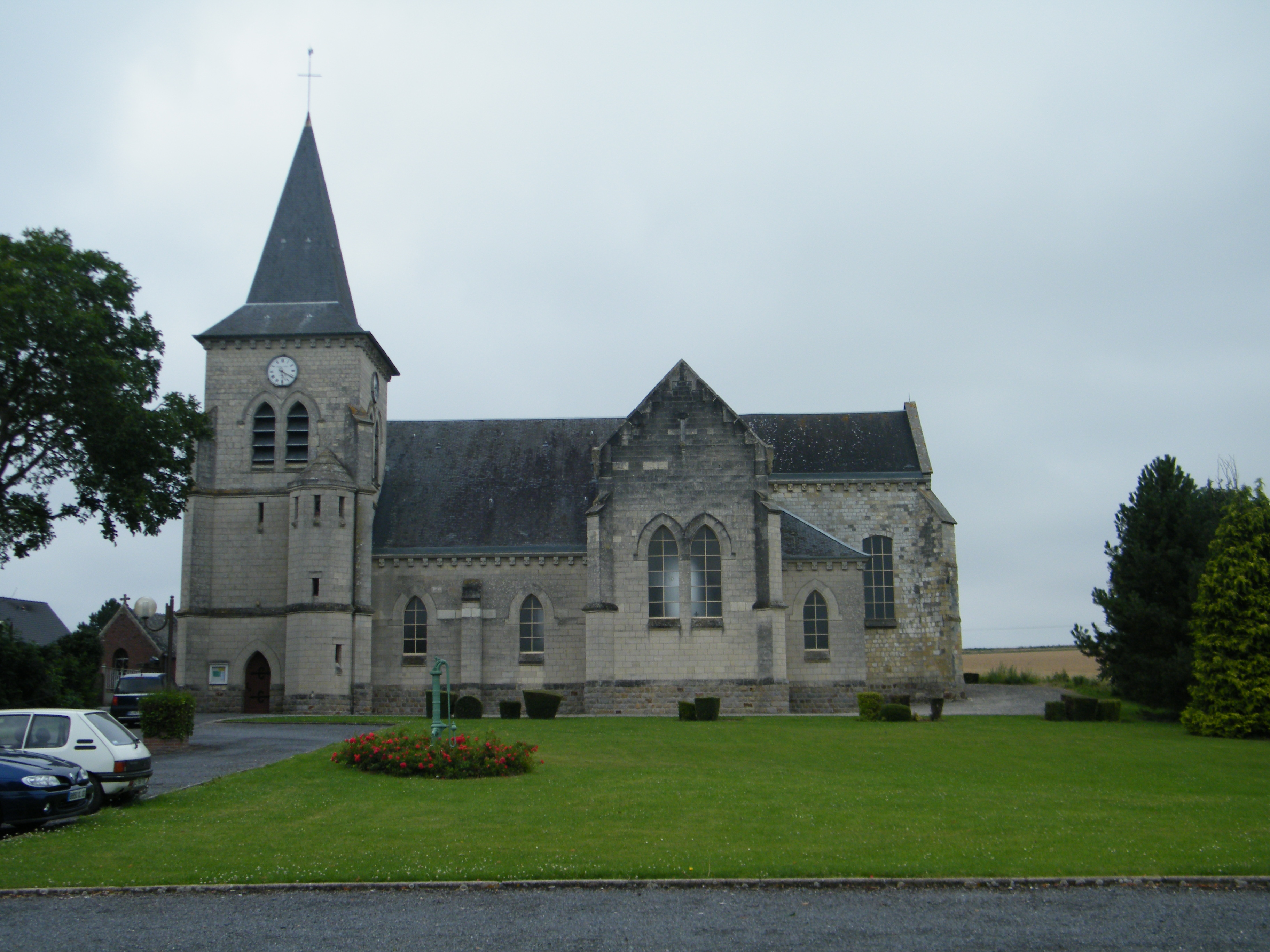
Església

### Població
El 2007 la població de fet de Curlu era de 137 persones. Hi havia 44 famílies de les quals 8 eren unipersonals (4 homes vivint sols i 4 dones vivint soles), 16 parelles sense fills, 16 parelles amb fills i 4 famílies monoparentals amb fills.
La població ha evolucionat segons el següent gràfic:

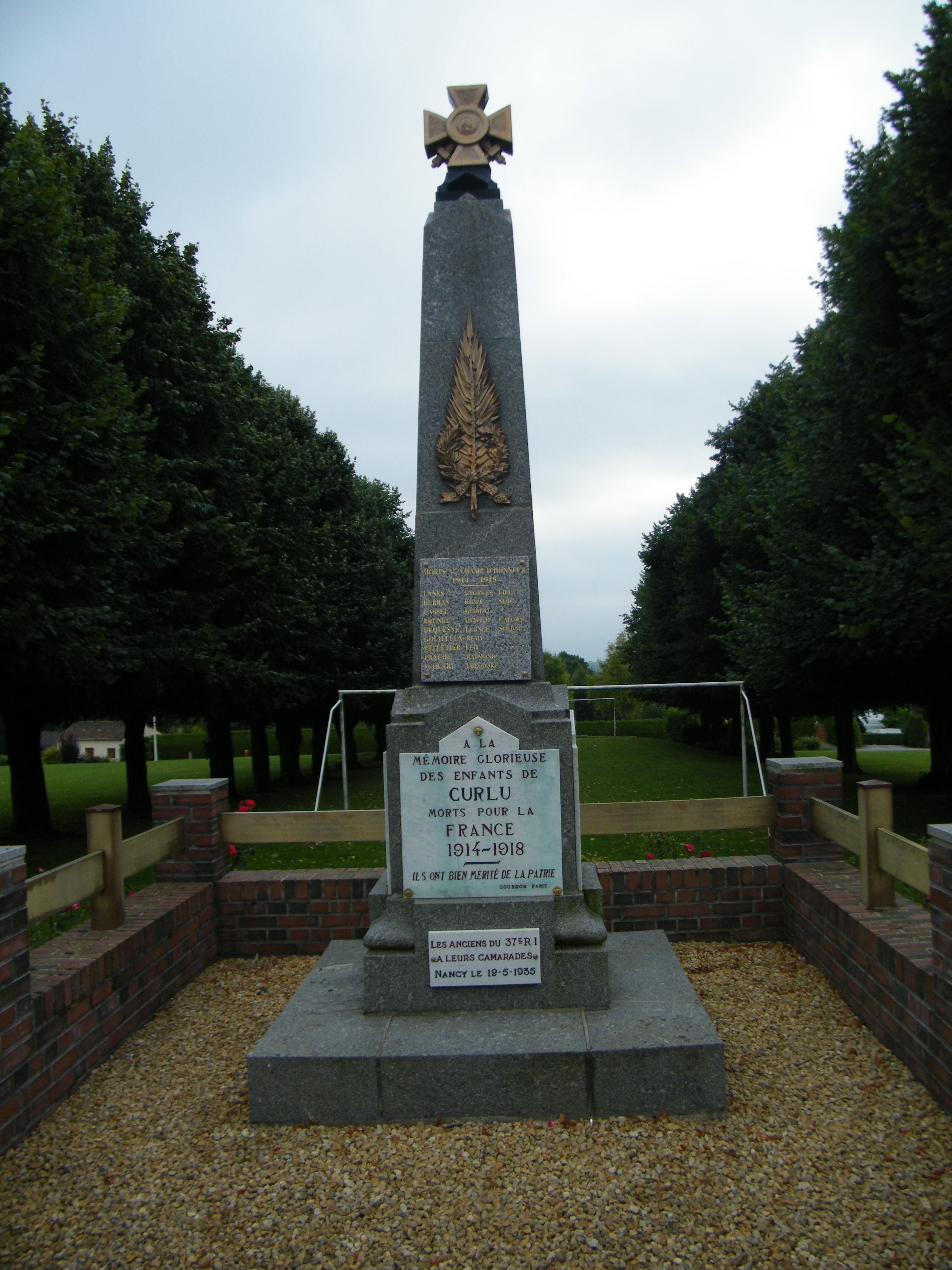
Monument

Habitants censats

### Habitatges
El 2007 hi havia 74 habitatges, 51 eren l'habitatge principal de la família, 19 eren segones residències i 4 estaven desocupats. Tots els 74 habitatges eren cases. Dels 51 habitatges principals, 36 estaven ocupats pels seus propietaris, 12 estaven llogats i ocupats pels llogaters i 3 estaven cedits a títol gratuït; 2 tenien dues cambres, 5 en tenien tres, 14 en tenien quatre i 30 en tenien cinc o més. 41 habitatges disposaven pel capbaix d'una plaça de pàrquing. A 25 habitatges hi havia un automòbil i a 22 n'hi havia dos o més.

### Piràmide de població
La piràmide de població per edats i sexe el 2009 era:
| Homes | Edats   | Dones |
| ----- | ------- | ----- |
| 0     | 95 o +  | 0     |
| 0     | 90 a 94 | 0     |
| 0     | 85 a 89 | 0     |
| 0     | 80 a 84 | 0     |
| 4     | 75 a 79 | 4     |
| 8     | 70 a 74 | 4     |
| 0     | 65 a 69 | 4     |
| 0     | 60 a 64 | 8     |
| 8     | 55 a 59 | 8     |
| 8     | 50 a 54 | 0     |
| 0     | 45 a 49 | 8     |
| 4     | 40 a 44 | 0     |
| 0     | 35 a 39 | 0     |
| 0     | 30 a 34 | 0     |
| 12    | 25 a 29 | 0     |
| 8     | 20 a 24 | 4     |
| 0     | 15 a 19 | 4     |
| 4     | 10 a 14 | 0     |
| 0     | 5 a 9   | 0     |
| 0     | 0 a 4   | 0     |

## Economia

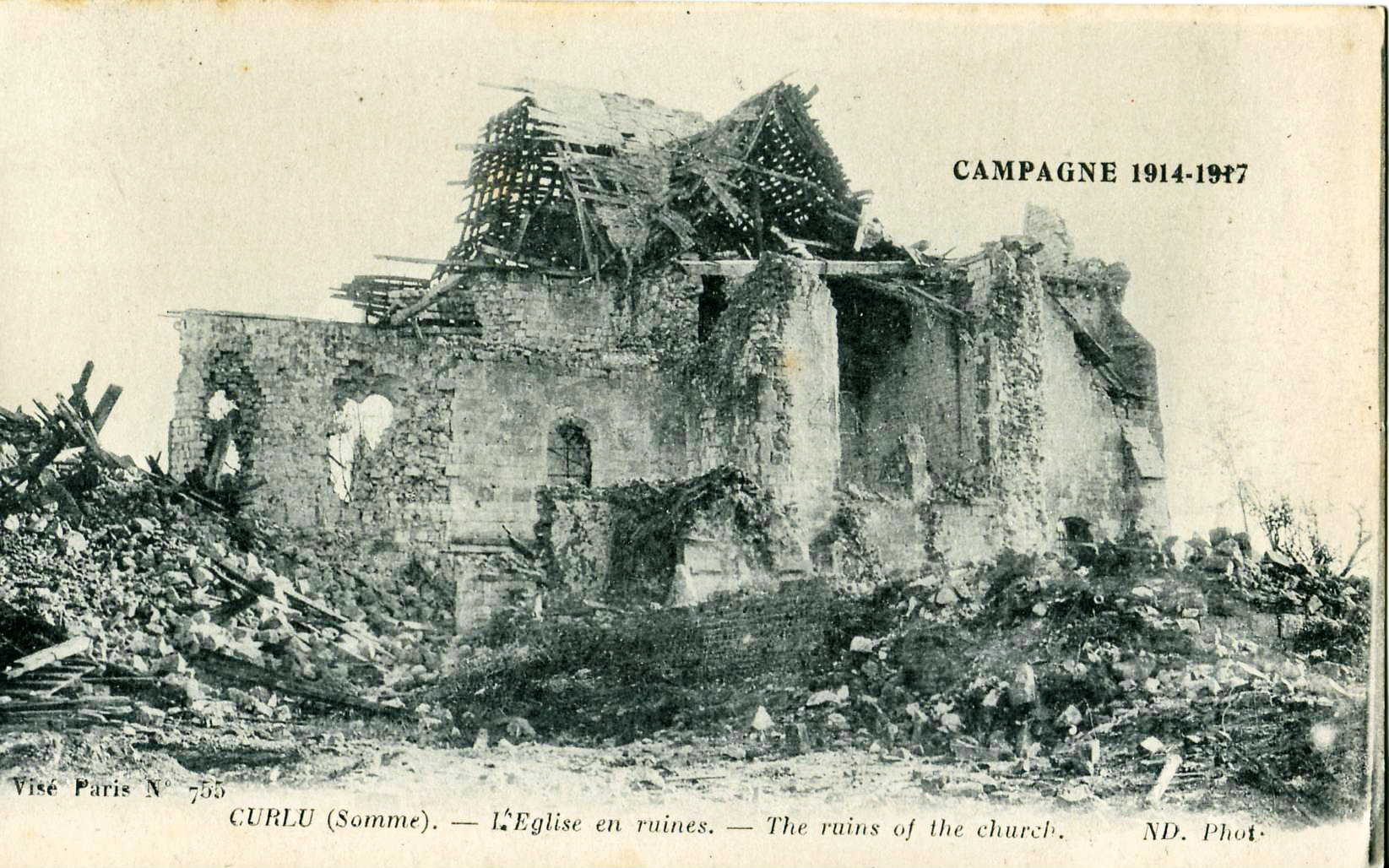

El 2007 la població en edat de treballar era de 89 persones, 65 eren actives i 24 eren inactives. De les 65 persones actives 58 estaven ocupades (36 homes i 22 dones) i 7 estaven aturades (2 homes i 5 dones). De les 24 persones inactives 11 estaven jubilades, 5 estaven estudiant i 8 estaven classificades com a «altres inactius».

### Ingressos
El 2009 a Curlu hi havia 57 unitats fiscals que integraven 146,5 persones, la mediana anual d'ingressos fiscals per persona era de 17.475 €.

### Activitats econòmiques
Dels 6 establiments que hi havia el 2007, 3 eren d'empreses de comerç i reparació d'automòbils, 2 d'empreses d'hostatgeria i restauració i 1 d'una empresa immobiliària.
L'únic establiment comercial que hi havia el 2009 era una botiga de material esportiu.
L'any 2000 a Curlu hi havia 7 explotacions agrícoles.

## Poblacions més properes
El següent diagrama mostra les poblacions més properes.